# 蒙鐵爾戰役
蒙鐵爾戰役（西班牙語：Batalla de Montiel）發生於1369年3月14日，是卡斯提爾王位繼承戰爭中的一場戰役。貝特朗·杜·蓋克蘭率領的法國-卡斯提爾聯軍戰勝了卡斯提爾的佩德羅和格拉納達王國的聯軍，使特拉斯塔馬拉的恩里克取得了卡斯提爾王國的王位。
取得王位後，特拉斯塔馬拉的恩里克封蓋克蘭為莫里納公爵，並與法蘭西王國的查理五世建立盟友關係，提供大量海軍以對抗英格蘭王國，為法國王室在百年戰爭第二階段的反攻作出巨大貢獻。